# Qualificazioni all'UEFA Futsal Championship 2018
Le qualificazioni all'UEFA Futsal Championship 2018 si sono disputate tra il 24 gennaio e il 26 settembre 2017.

## Partecipanti
Il ranking viene calcolato in base a:
- Fase finale e qualificazioni del campionato europeo 2014
- Fase finale e qualificazioni del campionato europeo 2016
- Fase finale e qualificazioni del campionato mondiale 2016

| Nazionale | Coeff | Rank |
| --------- | ----- | ---- |
| Slovenia  | 6.389 | 7    |

| Nazionale       | Coeff  | Rank |
| --------------- | ------ | ---- |
| Russia          | 10.605 | 1    |
| Spagna (TH)     | 10.017 | 2    |
| Portogallo      | 9.250  | 3    |
| Italia          | 8.889  | 4    |
| Ucraina (H)     | 7.944  | 5    |
| Azerbaigian (H) | 7.544  | 6    |
| Kazakistan (H)  | 6.333  | 8    |

| Nazionale   | Coeff | Rank |
| ----------- | ----- | ---- |
| Serbia      | 5.556 | 9    |
| Croazia     | 5.556 | 10   |
| Rep. Ceca   | 4.667 | 11   |
| Romania (H) | 4.278 | 12   |
| Ungheria    | 4.222 | 13   |
| Slovacchia  | 3.389 | 14   |
| Paesi Bassi | 3.333 | 15   |

| Nazionale            | Coeff | Rank |
| -------------------- | ----- | ---- |
| Belgio               | 3.278 | 16   |
| Bosnia ed Erzegovina | 3.000 | 17   |
| Bielorussia (H)      | 2.667 | 18   |
| Polonia (H)          | 2.056 | 19   |
| Macedonia            | 2.000 | 20   |
| Finlandia            | 1.583 | 21   |
| Turchia (H)          | 1.444 | 22   |

| Nazionale    | Coeff | Rank |
| ------------ | ----- | ---- |
| Francia      | 1.278 | 23   |
| Lettonia (H) | 1.222 | 24   |
| Georgia (H)  | 1.028 | 25   |
| Norvegia     | 1.000 | 26   |
| Svezia       | 0.944 | 27   |
| Inghilterra  | 0.944 | 28   |
| Grecia       | 0.889 | 29   |

| Nazionale    | Coeff | Rank |
| ------------ | ----- | ---- |
| Moldavia     | 0.750 | 30   |
| Danimarca    | 0.722 | 31   |
| Montenegro   | 0.667 | 32   |
| Bulgaria (H) | 0.611 | 33   |
| Svizzera     | 0.472 | 34   |
| Armenia      | 0.444 | 35   |
| Andorra      | 0.389 | 36   |

| Nazionale      | Coeff | Rank |
| -------------- | ----- | ---- |
| Lituania (H)   | 0.389 | 37   |
| Albania        | 0.333 | 38   |
| Israele        | 0.333 | 39   |
| Cipro (H)      | 0.222 | 40   |
| Galles (H)     | 0.222 | 41   |
| Estonia        | 0.111 | 42   |
| Gibilterra (H) | 0.111 | 43   |

| Nazionale  | Coeff | Rank |
| ---------- | ----- | ---- |
| Malta      | 0.000 | 44   |
| San Marino | 0.000 | 45   |
| Scozia     | 0.000 | 46   |
| Germania   | —     | —    |
| Kosovo     | —     | —    |

| Nazionale        | Coeff | Rank |
| ---------------- | ----- | ---- |
| Austria          | —     | —    |
| Fær Øer          | —     | —    |
| Islanda          | —     | —    |
| Liechtenstein    | —     | —    |
| Lussemburgo      | —     | —    |
| Irlanda del Nord | —     | —    |
| Irlanda          | —     | —    |

Note
- (TH) Squadra campione in carica
- (H) – Squadra ospitante

Il sorteggio si è svolto il 21 ottobre 2016 alle 14:30 CEST (UTC+2), presso la sede dell'UEFA a Nyon in Svizzera.
Per questioni politiche Azerbaijan/Armenia, Spagna/Gibilterra, Kosovo/Serbia, e Kosovo/Bosnia ed Erzegovina non possono essere inserite nello stesso gruppo.

## Turno preliminare

### Gruppo A
| Squadra  | P.ti | G | V | N | P | GF | GS | DR  |
| -------- | ---- | - | - | - | - | -- | -- | --- |
| Georgia  | 9    | 3 | 3 | 0 | 0 | 20 | 3  | +17 |
| Svizzera | 6    | 3 | 2 | 0 | 1 | 12 | 8  | +4  |
| Israele  | 3    | 3 | 1 | 0 | 2 | 6  | 8  | −2  |
| Scozia   | 0    | 3 | 0 | 0 | 3 | 4  | 23 | −19 |

| Squadra 1   | Risultato   | Squadra 2   |
| 1ª giornata | 1ª giornata | 1ª giornata |
| ----------- | ----------- | ----------- |
| Svizzera    | 6 - 2       | Scozia      |
| Georgia     | 3 - 0       | Israele     |
| 2ª giornata |             |             |
| Israele     | 0 - 3       | Svizzera    |
| Georgia     | 11 - 0      | Scozia      |
| 3ª giornata |             |             |
| Scozia      | 2 - 6       | Israele     |
| Svizzera    | 3 - 6       | Georgia     |

### Gruppo B
| Squadra    | P.ti | G | V | N | P | GF | GS | DR  |
| ---------- | ---- | - | - | - | - | -- | -- | --- |
| Moldavia   | 9    | 3 | 3 | 0 | 0 | 16 | 1  | +15 |
| Galles     | 4    | 3 | 1 | 1 | 1 | 11 | 9  | +2  |
| Grecia     | 4    | 3 | 1 | 1 | 1 | 5  | 8  | -3  |
| San Marino | 0    | 3 | 0 | 0 | 3 | 3  | 17 | -14 |

| Squadra 1   | Risultato   | Squadra 2   |
| 1ª giornata | 1ª giornata | 1ª giornata |
| ----------- | ----------- | ----------- |
| Grecia      | 3 - 2       | San Marino  |
| Galles      | 1 - 6       | Moldavia    |
| 2ª giornata |             |             |
| Moldavia    | 4 - 0       | Grecia      |
| Galles      | 8 - 1       | San Marino  |
| 3ª giornata |             |             |
| San Marino  | 0 - 6       | Moldavia    |
| Grecia      | 2 - 2       | Galles      |

### Gruppo C
| Squadra  | P.ti | G | V | N | P | GF | GS | DR |
| -------- | ---- | - | - | - | - | -- | -- | -- |
| Lettonia | 7    | 3 | 2 | 1 | 0 | 11 | 6  | +5 |
| Armenia  | 6    | 3 | 2 | 0 | 1 | 11 | 8  | +3 |
| Germania | 4    | 3 | 1 | 1 | 1 | 11 | 12 | -1 |
| Estonia  | 0    | 3 | 0 | 0 | 3 | 7  | 14 | -7 |

| Squadra 1   | Risultato   | Squadra 2   |
| 1ª giornata | 1ª giornata | 1ª giornata |
| ----------- | ----------- | ----------- |
| Armenia     | 5 - 3       | Germania    |
| Lettonia    | 4 - 2       | Estonia     |
| 2ª giornata |             |             |
| Estonia     | 1 - 5       | Armenia     |
| Lettonia    | 3 - 3       | Germania    |
| 3ª giornata |             |             |
| Germania    | 5 - 4       | Estonia     |
| Armenia     | 1 - 4       | Lettonia    |

### Gruppo D
| Squadra     | P.ti | G | V | N | P | GF | GS | DR  |
| ----------- | ---- | - | - | - | - | -- | -- | --- |
| Albania     | 9    | 3 | 3 | 0 | 0 | 15 | 4  | +11 |
| Inghilterra | 6    | 3 | 2 | 0 | 1 | 11 | 7  | +4  |
| Bulgaria    | 3    | 3 | 1 | 0 | 2 | 8  | 12 | -4  |
| Malta       | 0    | 3 | 0 | 0 | 3 | 4  | 15 | -11 |

| Squadra 1   | Risultato   | Squadra 2   |
| 1ª giornata | 1ª giornata | 1ª giornata |
| ----------- | ----------- | ----------- |
| Inghilterra | 6 - 1       | Malta       |
| Bulgaria    | 1 - 7       | Albania     |
| 2ª giornata |             |             |
| Albania     | 5 - 1       | Inghilterra |
| Bulgaria    | 6 - 1       | Malta       |
| 3ª giornata |             |             |
| Malta       | 2 - 3       | Albania     |
| Inghilterra | 4 - 1       | Bulgaria    |

### Gruppo E
| Squadra   | P.ti | G | V | N | P | GF | GS | DR |
| --------- | ---- | - | - | - | - | -- | -- | -- |
| Danimarca | 6    | 3 | 2 | 0 | 1 | 6  | 5  | +1 |
| Kosovo    | 6    | 3 | 2 | 0 | 1 | 9  | 4  | +5 |
| Cipro     | 4    | 3 | 1 | 1 | 1 | 8  | 9  | -1 |
| Norvegia  | 1    | 3 | 0 | 1 | 2 | 6  | 11 | -5 |

| Squadra 1   | Risultato   | Squadra 2   |
| 1ª giornata | 1ª giornata | 1ª giornata |
| ----------- | ----------- | ----------- |
| Norvegia    | 1 - 5       | Kosovo      |
| Cipro       | 3 - 2       | Danimarca   |
| 2ª giornata |             |             |
| Danimarca   | 2 - 1       | Norvegia    |
| Cipro       | 1 - 3       | Kosovo      |
| 3ª giornata |             |             |
| Kosovo      | 1 - 2       | Danimarca   |
| Norvegia    | 4 - 4       | Cipro       |

### Gruppo F
| Squadra  | P.ti | G | V | N | P | GF | GS | DR |
| -------- | ---- | - | - | - | - | -- | -- | -- |
| Francia  | 6    | 2 | 2 | 0 | 0 | 8  | 1  | +7 |
| Lituania | 3    | 2 | 1 | 0 | 1 | 6  | 4  | +2 |
| Andorra  | 0    | 2 | 0 | 0 | 2 | 1  | 10 | -9 |

| Squadra 1   | Risultato   | Squadra 2   |
| 1ª giornata | 1ª giornata | 1ª giornata |
| ----------- | ----------- | ----------- |
| Lituania    | 5 - 1       | Andorra     |
| 2ª giornata |             |             |
| Andorra     | 0 - 5       | Francia     |
| 3ª giornata |             |             |
| Francia     | 3 - 1       | Lituania    |

### Gruppo G
| Squadra    | P.ti | G | V | N | P | GF | GS | DR  |
| ---------- | ---- | - | - | - | - | -- | -- | --- |
| Montenegro | 6    | 2 | 2 | 0 | 0 | 19 | 5  | +14 |
| Svezia     | 3    | 2 | 1 | 0 | 1 | 9  | 12 | -3  |
| Gibilterra | 0    | 2 | 0 | 0 | 2 | 2  | 13 | -11 |

| Squadra 1   | Risultato   | Squadra 2   |
| 1ª giornata | 1ª giornata | 1ª giornata |
| ----------- | ----------- | ----------- |
| Gibilterra  | 1 - 8       | Montenegro  |
| 2ª giornata |             |             |
| Montenegro  | 11 - 4      | Svezia      |
| 3ª giornata |             |             |
| Svezia      | 5 - 1       | Gibilterra  |

## Turno principale

### Gruppo A

#### Classifica
| Squadra     | P.ti | G | V | N | P | GF | GS | DR |
| ----------- | ---- | - | - | - | - | -- | -- | -- |
| Italia      | 7    | 3 | 2 | 1 | 0 | 8  | 5  | +3 |
| Georgia     | 3    | 3 | 0 | 3 | 0 | 4  | 4  | 0  |
| Bielorussia | 2    | 3 | 0 | 2 | 1 | 5  | 6  | -1 |
| Paesi Bassi | 2    | 3 | 0 | 2 | 1 | 6  | 8  | -2 |

#### Risultati
| Arbitri: | Admir Zahovič Ozan Soykan Norbert Szilágyi |
| Crono:   | Shota Kukhilava                            |

|                                     |           |                 |
| Cavinato 30'13'’ Calderolli 31'23'’ | Marcatori | 26'22'’ Žyhalka |

| Arbitri: | Oleh Ivanov Norbert Szilágyi Ozan Soykan |
| Crono:   | Shota Kukhilava                          |

|                      |           |                      |
| Sebiskveradze 5'40'’ | Marcatori | 26'54'’ El Ghannouti |

| Arbitri: | Ozan Soykan Oleh Ivanov Admir Zahovič |
| Crono:   | Shota Kukhilava                       |

|                                      |           |                                                         |
| El Morabiti 8'18'’ Bouzambou 13'01'’ | Marcatori | 7'40'’ Honorio 8'00'’, 18'31'’ Patias 35'16'’ Bordignon |

| Arbitri: | Norbert Szilágyi Admir Zahovič Oleh Ivanov |
| Crono:   | Shota Kukhilava                            |

|                 |           |                |
| Roninho 21'07'’ | Marcatori | 21'19'’ Černik |

| Arbitri: | Norbert Szilágyi Ozan Soykan Admir Zahovič |
| Crono:   | Shota Kukhilava                            |

|                                                    |           |                                                    |
| Silivonchik 12'45'’ Žyhalka 13'28'’ Krikun 28'19'’ | Marcatori | 7'30'’ Attaibi 11'08'’ Bouyouzan 16'26'’ St. Juste |

| Arbitri: | Oleh Ivanov Admir Zahovič Norbert Szilágyi |
| Crono:   | Shota Kukhilava                            |

|                                  |           |                                                |
| Romano 9'55'’ Boaventura 11'06'’ | Marcatori | 15'39'’ (aut.) Ercolessi 24'19'’ (aut.) Putano |

### Gruppo B

#### Classifica
| Squadra              | P.ti | G | V | N | P | GF | GS | DR  |
| -------------------- | ---- | - | - | - | - | -- | -- | --- |
| Azerbaigian          | 9    | 3 | 3 | 0 | 0 | 16 | 5  | +11 |
| Ungheria             | 4    | 3 | 1 | 1 | 1 | 7  | 11 | -4  |
| Bosnia ed Erzegovina | 2    | 3 | 0 | 2 | 1 | 12 | 13 | -1  |
| Albania              | 1    | 3 | 0 | 1 | 2 | 9  | 15 | -6  |

#### Risultati
| Arbitri: | Borislav Kolev Costas Nicolaou Lars van Leeuwen |
| Crono:   | Ramil Namazov                                   |

|                                                         |           |                                                |
| Rábl 6'18'’ Dávid 18'50'’ Dróth 30'43'’ Horváth 37'29'’ | Marcatori | 9'40'’ Selmanaj 20'33'’ Mejzini 36'31'’ Karaja |

| Arbitri: | Timo Onatsu Lars van Leeuwen Costas Nicolaou |
| Crono:   | Ramil Namazov                                |

|                                                                 |           |                                                              |
| Borges 2'53'’ Cardoso 17'46'’ Bolinha 18'42'’, 19'30'’, 32'36'’ | Marcatori | 6'40'’, 15'29'’ Markić 18'07'’ Pavlović 39'29'’ S. Ivanković |

| Arbitri: | Lars van Leeuwen Borislav Kolev Timo Onatsu |
| Crono:   | Ramil Namazov                               |

|                                       |           |                               |
| Mulahmetović 30'44'’ Pavlović 37'37'’ | Marcatori | 21'40'’ Horváth 25'05'’ Dróth |

| Arbitri: | Costas Nicolaou Timo Onatsu Borislav Kolev |
| Crono:   | Ramil Namazov                              |

|                                                                                      |           |  |
| Cardoso 2'02'’ Borges 25'24'’ Vassoura 27'01'’ Məmmədkərimov 34'21'’ Bağırov 35'41'’ | Marcatori |  |

| Arbitri: | Costas Nicolaou Lars van Leeuwen Borislav Kolev |
| Crono:   | Ramil Namazov                                   |

|                                                                       |           |                                                                                                 |
| Selmanaj 3'52'’, 12:44’, 32'36'’ Duio 8'42'’, 28'19'’ Brahimi 39'50'’ | Marcatori | 2'59'’, 14'00'’ Bošković 10'22'’, 38'53'’ Milanović 17'57'’ (aut.) Gashi 34'03'’ (rig.) Aladžić |

| Arbitri: | Timo Onatsu Borislav Kolev Costas Nicolaou |
| Crono:   | Ramil Namazov                              |

|                        |           |                                                                                      |
| Hüseynli 1'16'’ (aut.) | Marcatori | 11'16'’ Bolinha 16'52'’ Borges 21'03'’, 33'13'’ Fineo 24'12'’ Bağırov 35'08'’ Atayev |

### Gruppo C

#### Classifica
| Squadra    | P.ti | G | V | N | P | GF | GS | DR |
| ---------- | ---- | - | - | - | - | -- | -- | -- |
| Ucraina    | 9    | 3 | 3 | 0 | 0 | 7  | 3  | +4 |
| Croazia    | 6    | 3 | 2 | 0 | 1 | 11 | 3  | +8 |
| Belgio     | 3    | 3 | 1 | 0 | 2 | 3  | 8  | -5 |
| Montenegro | 0    | 3 | 0 | 0 | 3 | 3  | 10 | -7 |

#### Risultati
| Arbitri: | Ondřej Černý Lukáš Peško Trajan Enčev |
| Crono:   | Hennadij Hora                         |

|                                                               |           |  |
| Grcić 6'42'’ Suton 21'34'’ T. Novak 23'31'’ Marinović 30'40'’ | Marcatori |  |

| Arbitri: | Miguel Castilho Trajan Enčev Lukáš Peško |
| Crono:   | Hennadij Hora                            |

|                |           |  |
| Koval' 14'37'’ | Marcatori |  |

| Arbitri: | Lukáš Peško Miguel Castilho Ondřej Černý |
| Crono:   | Hennadij Hora                            |

|                |           |                                                                                          |
| Adnane 19'40'’ | Marcatori | 4'33'’ Suton 10'14'’ T. Novak 12'18'’, 24'30'’ Marinović 15'38'’ Grcić 36'18'’ Matošević |

| Arbitri: | Trajan Enčev Ondřej Černý Miguel Castilho |
| Crono:   | Hennadij Hora                             |

|                                                             |           |                        |
| B. Novak 3'12'’ Pediaš 4'19'’ Šoturma 28'02'’ Žurba 34'21'’ | Marcatori | 2'57'’, 7'37'’ Bajović |

| Arbitri: | Lukáš Peško Trajan Enčev Miguel Castilho |
| Crono:   | Hennadij Hora                            |

|                 |           |                              |
| Bajović 10'37'’ | Marcatori | 4'43'’ R. Dahbi 34'18'’ Zaaf |

| Arbitri: | Ondřej Černý Miguel Castilho Lukáš Peško |
| Crono:   | Hennadij Hora                            |

|                  |           |                                         |
| Jelovčić 11'27'’ | Marcatori | 13'48'’ Bilocerkivec' 36'40'’ Razuvanov |

### Gruppo D

#### Classifica
| Squadra    | P.ti | G | V | N | P | GF | GS | DR |
| ---------- | ---- | - | - | - | - | -- | -- | -- |
| Portogallo | 9    | 3 | 3 | 0 | 0 | 11 | 2  | +9 |
| Romania    | 4    | 3 | 1 | 1 | 1 | 8  | 10 | -2 |
| Finlandia  | 4    | 3 | 1 | 1 | 1 | 10 | 13 | -3 |
| Lettonia   | 0    | 3 | 0 | 0 | 3 | 5  | 9  | -4 |

#### Risultati
| Arbitri: | Cédric Pelissier Alejandro Martínez Flores Elçin Səmədli |
| Crono:   | Daniel Deca                                              |

|                            |           |                    |
| B. Coelho 29'19'’, 30'40'’ | Marcatori | 14'51'’ Jerofejevs |

| Arbitri: | Ivan Šabanov Elçin Səmədli Alejandro Martínez Flores |
| Crono:   | Daniel Deca                                          |

|                                                                                       |           |                                                                              |
| Răducu 11'19'’ C. Matei 22'06'’ F. Matei 32'46'’ (rig.), 40'00'’ (t.l.) Csoma 39'56'’ | Marcatori | 5'19'’ Jyrkiäinen 19'47'’ Tirkkonen 20'13'’, 30'52'’ Autio 22'31'’ Teittinen |

| Arbitri: | Elçin Səmədli Cédric Pelissier Ivan Šabanov |
| Crono:   | Daniel Deca                                 |

|               |           |                                                                        |
| Autio 33'36'’ | Marcatori | 7'59'’, 13'12'’ Varela 12'13'’ Brito 29'55'’ Cecílio 38'27'’ B. Coelho |

| Arbitri: | Alejandro Martínez Flores Ivan Šabanov Cédric Pelissier |
| Crono:   | Daniel Deca                                             |

|                                         |           |                    |
| F. Matei 18'50'’, 37'53'’ Szőcs 24'17'’ | Marcatori | 37'25'’ Jerofejevs |

| Arbitri: | Cédric Pelissier Elçin Səmədli Alejandro Martínez Flores |
| Crono:   | Daniel Deca                                              |

|                                                              |           |                                                                |
| Avanesovs 17'09'’ (rig.) Seņs 18'29'’ (t.l.) Ikstēns 27'10'’ | Marcatori | 8'42'’ Hosio 19'40'’ Tirkkonen 20'31'’ Autio 33'17'’ M. Kytölä |

| Arbitri: | Alejandro Martínez Flores Ivan Šabanov Elçin Səmədli |
| Crono:   | Daniel Deca                                          |

|                                                        |           |  |
| B. Coelho 0'17'’, 4'14'’ Moreira 14'15'’ Matos 39'34'’ | Marcatori |  |

### Gruppo E

#### Classifica
| Squadra  | P.ti | G | V | N | P | GF | GS | DR  |
| -------- | ---- | - | - | - | - | -- | -- | --- |
| Spagna   | 7    | 3 | 2 | 1 | 0 | 14 | 1  | +13 |
| Serbia   | 6    | 3 | 2 | 0 | 1 | 11 | 9  | +2  |
| Polonia  | 4    | 3 | 1 | 1 | 1 | 5  | 7  | -2  |
| Moldavia | 0    | 3 | 0 | 0 | 3 | 5  | 18 | -13 |

#### Risultati
| Arbitri: | Grigori Zelentsov Guy Berger Angelo Galante |
| Crono:   | Andrzej Witkowski                           |

| |           |  |
| J. Ruiz 8'37'’ Laşcu 11'57'’ (aut.) Lin 17'02'’ Tolrà 22'09'’ R. Campos 28'29'’, 30'43'’ Solano 35'55'’ | Marcatori |  |

| Arbitri: | Eduardo Coelho Angelo Galante Guy Berger |
| Crono:   | Andrzej Witkowski                        |

|  |           |                                                    |
|  | Marcatori | 14'12'’ Kocić 26'00'’, 32'13'’ Simić 30'30'’ Pršić |

| Arbitri: | Angelo Galante Grigori Zelentsov Eduardo Coelho |
| Crono:   | Andrzej Witkowski                               |

|  |           |                                                                                               |
|  | Marcatori | 2'38'’ Ortiz 3'32'’ R. Campos 17'12'’ Bebe 20'08'’ Martínez 26'58'’ A. Fernández 39'52'’ Pola |

| Arbitri: | Guy Berger Eduardo Coelho Grigori Zelentsov |
| Crono:   | Andrzej Witkowski                           |

|                                                                      |           |                            |
| Mikołajewicz 5'15'’ Zastawnik 9'10'’ Mizgajski 15'17'’ Kubik 27'41'’ | Marcatori | 4'30'’ Neagu 14'32'’ Laşcu |

| Arbitri: | Guy Berger Grigori Zelentsov Angelo Galante |
| Crono:   | Andrzej Witkowski                           |

|                                                   |           |                                                                                 |
| Tacot 26'55'’ Negara 30'29'’ Kocić 36'14'’ (aut.) | Marcatori | 4'05'’, 10'40'’ Simić 11'54'’, 14'22'’, 19'42'’ Tomić 20'53'’, 35'35'’ Rajčević |

| Arbitri: | Eduardo Coelho Angelo Galante Grigori Zelentsov |
| Crono:   | Andrzej Witkowski                               |

|             |           |                      |
| Bebe 1'58'’ | Marcatori | 17'46'’ Mikołajewicz |

### Gruppo F

#### Classifica
| Squadra | P.ti | G | V | N | P | GF | GS | DR  |
| --- | ---- | - | - | - | - | -- | -- | --- |
| Kazakistan | 9    | 3 | 3 | 0 | 0 | 11 | 0  | +11 |
| Rep. Ceca | 6    | 3 | 2 | 0 | 1 | 12 | 10 | +2  |
| [[File:Template:Naz/MKD 1995-2019 1995-2019\|class=noviewer\|Template:Naz/MKD 1995-2019 1995-2019 (bandiera)\|20x16px]] [[Selezione maschile di calcio a 5 Template:Naz/MKD 1995-2019 1995-2019\|Template:Naz/MKD 1995-2019 1995-2019]] | 3    | 3 | 1 | 0 | 2 | 7  | 13 | -6  |
| Danimarca | 0    | 3 | 0 | 0 | 3 | 7  | 14 | -7  |

#### Risultati
| Arbitri: | Gerd Bylois Kirill Naishouler Vasilios Christodoulis |
| Crono:   | Oljas Abraev                                         |

|                                                                               |           |                                                                      |
| Záruba 5'14'’, 39'57'’ Slováček 7'00'’ El-Ouaz 15'00'’ (aut.) Seidler 37'06'’ | Marcatori | 10'29'’ El-Ouaz 19'06'’ (t.l.) Jørgensen 23'35'’ Badran 32'06'’ Veis |

| Arbitri: | Kamil Çetin Vasilios Christodoulis Kirill Naishouler |
| Crono:   | Oljas Abraev                                         |

|                                                          |           |  |
| Léo Jaraguá 12'38'’ Jamanqulov 18'17'’ Akbalikov 32'54'’ | Marcatori |  |

| Arbitri: | Vasilios Christodoulis Gerd Bylois |
| Crono:   | Oljas Abraev                       |

|                                                  |           |                                                                                    |
| D. Souza 2'17'’, 39'04'’ (t.l.) Petrović 31'41'’ | Marcatori | 4'05'’, 28'06'’ Záruba 19'37'’, 21'43'’, 30'00'’, 36'31'’ Rešetár 23'31'’ Koudelka |

| Arbitri: | Kirill Naishouler Kamil Çetin Gerd Bylois |
| Crono:   | Oljas Abraev                              |

|                                                                                            |           |  |
| Jamanqulov 3'27'’ Léo Jaraguá 8'23'’ Perşin 16'25'’ Douglas Jr. 16'36'’ Súleımenov 39'40'’ | Marcatori |  |

| Arbitri: | Kamil Çetin Kirill Naishouler Vasilios Christodoulis |
| Crono:   | Oljas Abraev                                         |

|                                             |           |                                                           |
| Falck 3'56'’ Mengel 16'51'’ El-Ouaz 25'44'’ | Marcatori | 12'16'’, 15'23'’ Seferi 22'47'’ Micevski 35'38'’ Petrović |

| Arbitri: | Gerd Bylois Vasilios Christodoulis |
| Crono:   | Oljas Abraev                       |

|  |           |                                            |
|  | Marcatori | 4'26'’, 38'00'’ Douglas Jr. 19'01'’ Perşin |

### Gruppo G

#### Classifica
| Squadra    | P.ti | G | V | N | P | GF | GS | DR  |
| ---------- | ---- | - | - | - | - | -- | -- | --- |
| Russia     | 9    | 3 | 3 | 0 | 0 | 10 | 0  | +10 |
| Francia    | 6    | 3 | 2 | 0 | 1 | 9  | 7  | +2  |
| Slovacchia | 3    | 3 | 1 | 0 | 2 | 9  | 6  | +3  |
| Turchia    | 0    | 3 | 0 | 0 | 3 | 2  | 17 | -15 |

#### Risultati
| Arbitri: | Marc Birkett Juan José Cordero Jan Kresta |
| Crono:   | Fatma Özlem Tursun                        |

|              |           | |
| Özcan 6'37'’ | Marcatori | 2'14'’ Drahovský 3'59'’ Doša 11'17'’, 23'00'’, 35'04'’ Kyjovský 23'58'’ Bahna 32'24'’ Rick 32'37'’ Belaník |

| Arbitri: | Tomasz Frak Jan Kresta Juan José Cordero |
| Crono:   | Fatma Özlem Tursun                       |

|                                                                      |           |  |
| Lima 1'09'’, 6'16'’ Robinho 6'27'’ Afanas'ev 16'44'’ Čiškala 21'23'’ | Marcatori |  |

| Arbitri: | Jan Kresta Marc Birkett Tomasz Frak |
| Crono:   | Fatma Özlem Tursun                  |

|               |           |                                                                 |
| Mengi 37'31'’ | Marcatori | 12'13'’ N'Gala 17'37'’, 21'25'’, 30'30'’ Gasmi 26'50'’ Mohammed |

| Arbitri: | Juan José Cordero Tomasz Frak Marc Birkett |
| Crono:   | Fatma Özlem Tursun                         |

|  |           |                 |
|  | Marcatori | 36'17'’ Robinho |

| Arbitri: | Juan José Cordero Jan Kresta Tomasz Frak |
| Crono:   | Fatma Özlem Tursun                       |

|                                                   |           |                   |
| Belhaj 29'49'’, 35'00'’ Mohammed 30'11'’, 33'53'’ | Marcatori | 12'05'’ Drahovský |

| Arbitri: | Marc Birkett Tomasz Frak Jan Kresta |
| Crono:   | Fatma Özlem Tursun                  |

|                                                                |           |  |
| Abramovič 13'03'’ Robinho 15'46'’ Davydov 22'26'’ Lima 26'56'’ | Marcatori |  |

### Confronto tra le terze classificate
Al termine del turno principale, in base ai risultati finali che saranno determinati, viene definita e individuata la nazionale che ha ottenuto il miglior punteggio a conclusione dei gironi di qualificazione e che accederà ai play-off di settembre.
| Gr. | Squadra              | Pt | G | V | N | P | GF | GS | DR |
| --- | -------------------- | -- | - | - | - | - | -- | -- | -- |
| 5   | Polonia              | 4  | 3 | 1 | 1 | 1 | 5  | 7  | -2 |
| 4   | Finlandia            | 4  | 3 | 1 | 1 | 1 | 10 | 13 | -3 |
| 7   | Slovacchia           | 3  | 3 | 1 | 0 | 2 | 9  | 6  | +3 |
| 3   | Belgio               | 3  | 3 | 1 | 0 | 2 | 3  | 8  | -5 |
| 6   | Macedonia            | 3  | 3 | 1 | 0 | 2 | 7  | 13 | -6 |
| 2   | Bosnia ed Erzegovina | 2  | 3 | 0 | 2 | 1 | 12 | 13 | -1 |
| 1   | Bielorussia          | 2  | 3 | 0 | 2 | 1 | 5  | 6  | -1 |

## Play-off
Le gare di andata si sono giocate il 12 settembre 2017 mentre il ritorno è stato fissato per il 26 settembre. Gli abbinamenti sono stati sorteggiati il 6 luglio 2017.

### Risultati

#### Andata
| Arbitri: | Bogdan Sorescu Oleh Ivanov Vladimir Kadykov |

|                                      |           |                 |
| Horváth 11'42'’ Dróth 22'20'’ (rig.) | Marcatori | 31'32'’ Lutecki |

| Arbitri: | Angelo Galante Alessandro Malfer Nicola Manzione |

|                                       |           |                                                       |
| Seidler 3'50'’, 35'31'’ Cupák 32'49'’ | Marcatori | 12'50'’ Kocić 23'17'’, 27'36'’ M. Perić 26'23'’ Rakić |

| Arbitri: | Eduardo Coelho Nuno Bogalho Rúben Guerreiro |

|                            |           |                                     |
| Valadares 24'09'’, 24'59'’ | Marcatori | 9'44'’ Kurtanidze 14'29'’ Kakabadze |

| Arbitri: | Gábor Kovács Balázs Farkas Norbert Szilágyi |

|             |           |                  |
| Alla 6'23'’ | Marcatori | 33'34'’ Jelovčić |

#### Ritorno
| Arbitri: | Saša Tomić Nikola Jelić Vedran Babić |

|                                                                                   |           |                                                      |
| Franz 5'42'’, 5'31'’ Wojciechowski 26'44'’ Kubik 31'51'’, 33'24'’ Solecki 35'01'’ | Marcatori | 7'40'’ Horváth 13'16'’, 39'35'’ Dróth 35'18'’ Hosszú |

| Arbitri: | Juan José Cordero Alejandro Martínez Flores David Urdánoz |

|                                                           |           |                                                        |
| Ramić 9'04'’ Rajčević 23'25'’ Pršić 25'50'’ Simić 33'38'’ | Marcatori | 12'24'’ Záruba 30'25'’, 31'21'’ Seidler 38'45'’ Vahala |

| Arbitri: | Marc Birkett Kamil Çetin Ozan Soykan |

|                                                                  |           |                                                              |
| Suton 7'02'’ L. Perić 15'17'’ Marinović 34'18'’ T. Novak 39'44'’ | Marcatori | 8'49'’ Kebe 25'07'’ Ramírez 32'17'’, 33'24'’, 39'51'’ N'Gala |

| Arbitri: | Ondřej Černý Timo Onatsu Kirill Naishouler |

|                                                                   |           |                                                                                            |
| Kakabadze 5'51'’ Sebiskveradze 6'33'’, 11'35'’ Kurtanidze 22'48'’ | Marcatori | 3'41'’, 21'07'’, 26'34'’, 36'43'’ Valadares 12'06'’ Ferreira 20'00'’ Stoica 34'20'’ Răducu |